# Stuart (Virginia)
Stuart è un comune degli Stati Uniti d'America, situato nello Stato della Virginia, nella Contea di Patrick, della quale è il capoluogo.